# مايلز بويكن
مايلز بويكن (بالإنجليزية: Miles Boykin)‏ هو لاعب كرة قدم أمريكية أمريكي، ولد في 12 أكتوبر 1996 في تينلي بارك في الولايات المتحدة.

## وصلات خارجية
- مايلز بويكن على موقع مرجع كرة القدم المحترفة.كوم (الإنجليزية)